# 貨機

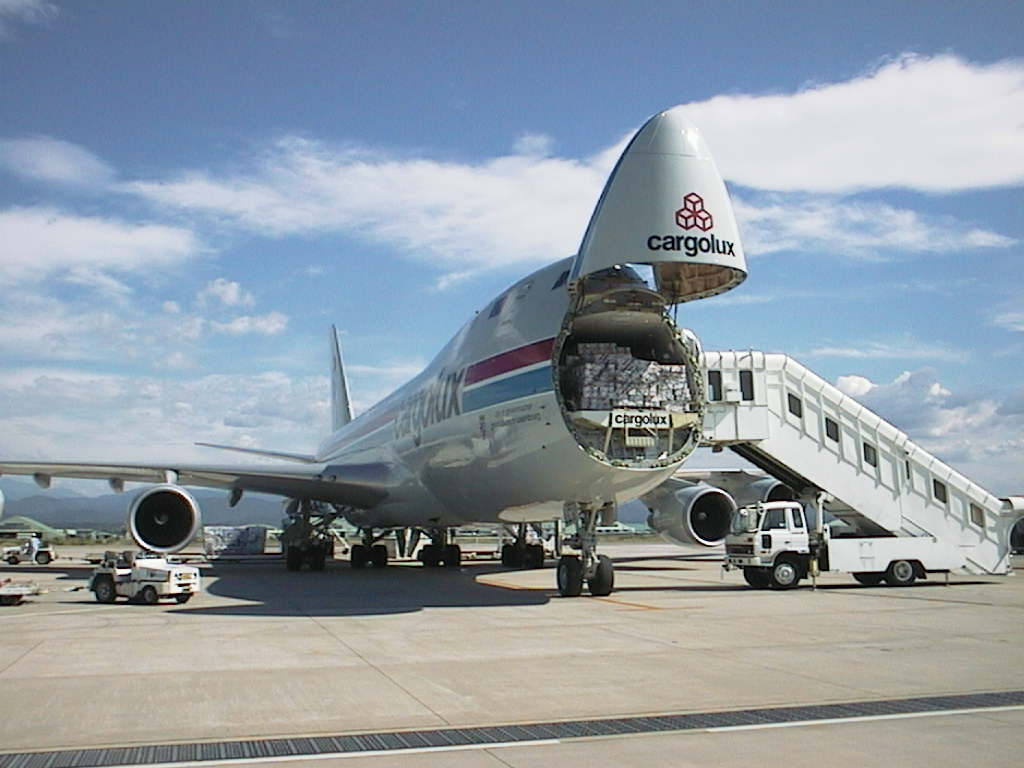
開啟機首裝卸貨物的波音747-400F貨機

貨機（英語：/Cargo Jet）是用作運輸貨物的飛機機種，但通常會保留少數座椅供隨機人員乘坐。即使是客機，除了較小型機種外，一般在下層也設有底层貨艙以運輸貨物及乘客托运行李。
軍用貨機通常稱為「運輸機」，與民航貨機不同的是軍用運輸機也包含大量人員運輸用，且部分運輸機可加裝武器自衛或改裝成其他軍用機種。
貨機有幾種主要來源：
- 製造時就已是貨機，如波音747F等。
- 由客機改裝，拆除座椅及機上的服務設施如廚房，加强机体结构（如地板）来支撑货物，裝上滑軌等貨艙所需設施，即成為貨機，如波音747BCF等。
- 客货混装机，常稱為「combi機」，主机舱一部分为客舱，供旅客乘坐；另一部分为全货舱，可装载大型货盘，如波音747-200M（意为Mixed）等。一部分飞机可在客机和货机之间转换，如波音727-100C、100QC（快速转换）等。

## 另見
- 集裝器（航空貨運盤櫃）
- 貨機列表
- 運輸機